# Сульфатредукція
Сульфатредукція (рос. сульфатредукция; англ. sulfate reduction; нім. Sulfatreduktion f) – процес відновлення сульфатних йонів до сірководню під впливом сульфатредукуючих бактерій (Microspiro) за відсутності кисню і в присутності органічних речовин.
Процес іде за схемою:
2 SO42- + 4C + 3H2O → H2S+ + HS– + CO2 + 3HCO3- .
Сульфатредукція протікає в глибинах деяких морів (Чорне море) і у водах нафтоносних родовищ; іноді цей процес спостерігається в озерах та водосховищах на застійних, заморних ділянках та в донних відкладах.

## Окремі приклади
СУЛЬФАТРЕДУКЦІЯ ВОД – анаеробний окиснювально-відновний процес між сульфатами та органічними речовинами або воднем, що здійснюється сульфатовідновними (сульфаторедукуючими) бактеріями (Thiobacillus ferrooxidans).
СУЛЬФАТРЕДУКЦІЯ (БАКТЕРІАЛЬНА) В НАФТОГАЗОНОСНИХ ПЛАСТАХ – процес перетворення в привибійній зоні пласта сульфатів, які містяться в нагнітальній воді, в сірководень при участі сульфатвідновлюючих бактерій з наступним переміщенням сірководню разом з закачуваною водою до видобувних свердловин, що ускладнює процес видобування нафти. 